# Општина Зеринд (Арад)
Зеринд (рум. Zerind) општина је у Румунији у округу Арад.
Oпштина се налази на надморској висини од 88 m.